# Kalmosaari (ö i Ristijärvi, Sikovirta)
Kalmosaari är en liten ö i Ristijärvi kommun i Finland. Ordet kalmosaari hänvisar antagligen att ön har varit begravningsplats. Ön ligger i den ekonomiska regionen  Kajana och landskapet Kajanaland, i den centrala delen av landet, 500 km norr om huvudstaden Helsingfors. Kalmosaari ligger i sjön Ristijärvi.